# Emilie Rosing
Wilhelmine Emilie Rosing (6. marts 1783 – 23. december 1811) var en dansk skuespillerinde.
Hun blev født i København, hvor hendes forældre, Michael Rosing og Johanne Cathrine Rosing, lod hende give en god skoleundervisning uden nogen tanke for scenen – det var ej heller hende, men hendes 5 år ældre søster Johanne Ophelia Drewsen (gift med Johan Christian Drewsen), der 1788 udførte barnet i Medea –, men Emilie Rosing. havde taget teaterblodet i arv, og 19 år gammel debuterede hun 10. september 1802 som Rosine i Beaumarchais’ Barberen i Sevilla; hun vandt straks bifald og erobrede inden årets udgang, især ved sin udførelse af Ida i Herman v. Unna, den plads i publikums yndest, som var blevet ledig ved jomfru Bechs for tidlige bortgang: "hun blev Dagens Afgud".
Emilie Rosing var vel ikke nogen regelmæssig skønhed, dog på scenen ikke alene tog hun sig ud, men hun gjorde indtryk af en ejendommelig og stærk personlighed: i hendes lyseblå øjne glimtede lidenskab og hengivelse, og hendes høje pande, der indrammedes af et stort kulsort hår, vidnede om forstand og tænksomhed. Skønt hendes teaterbane kun blev kort – allerede 2. december 1811 optrådte hun sidste gang som Sophie i syngestykket Mariane –, åbenbarede den dog hendes talents rækkevidde og rige udviklingsmuligheder: hun spillede ikke alene blide elskerinder, men også intrigante kvinder, og den dybe indarbejden, der her prægede hendes spil, lovede en stor karakterskuespillerinde.
Det lidt ukvindelige eller rettere mandhaftige i Emilie Rosings gang og holdning kom hende tillige med hendes dybe stemme til gode i en række knøseroller, blandt hvilke særlig Joseph i De 2 smaa Savoyarder beundredes.
Hendes sidste 1½ leveår formørkedes af en sjælesorg, der hyppig strejfede sindssyge, og som utvivlsomt har fremskyndet hendes død.